# Vignoble de Corse
Le vignoble corse est une région viticole française s'étendant tout autour du littoral de la Corse, sur des terrains granitiques (sud et ouest), sur des schistes (est et nord), ou sur des terres calcaires. C'est une terre méditerranéenne baignée de soleil et de chaleur souvent tempérée par la mer toujours très proche.

## Histoire

### Antiquité
La viticulture débute en Corse dès le VIe siècle avant notre ère avec l'arrivée des Grecs, puis elle est développée plus intensivement par les Romains.

### Moyen Âge
Ce furent les ordres religieux qui redonnèrent une impulsion à la viticulture durant tout le Moyen Âge.

### Renaissance
Au XVIe siècle, le cartographe Ignazio Danti qui avait peint la Corse au plafond de la galerie vaticane écrivit : « La Corse a reçu quatre dons majeurs de la nature : ses chevaux, ses chiens, ses hommes fiers et courageux et ses vins, generosissimi, que les princes tiennent en l'estime la plus haute ! ».

### Période moderne
Aux XVIIIe siècle et XIXe siècle, la viticulture corse connaît un développement spectaculaire. Entre 1788 et 1896 sa production fait plus que doubler, et l'île peut facilement exporter vers la région parisienne grâce à l'arrivée du chemin de fer à Sète. À la fin du XIXe siècle, les dommages causés par le phylloxéra sont une catastrophe économique et la production s'effondre.

### Période contemporaine

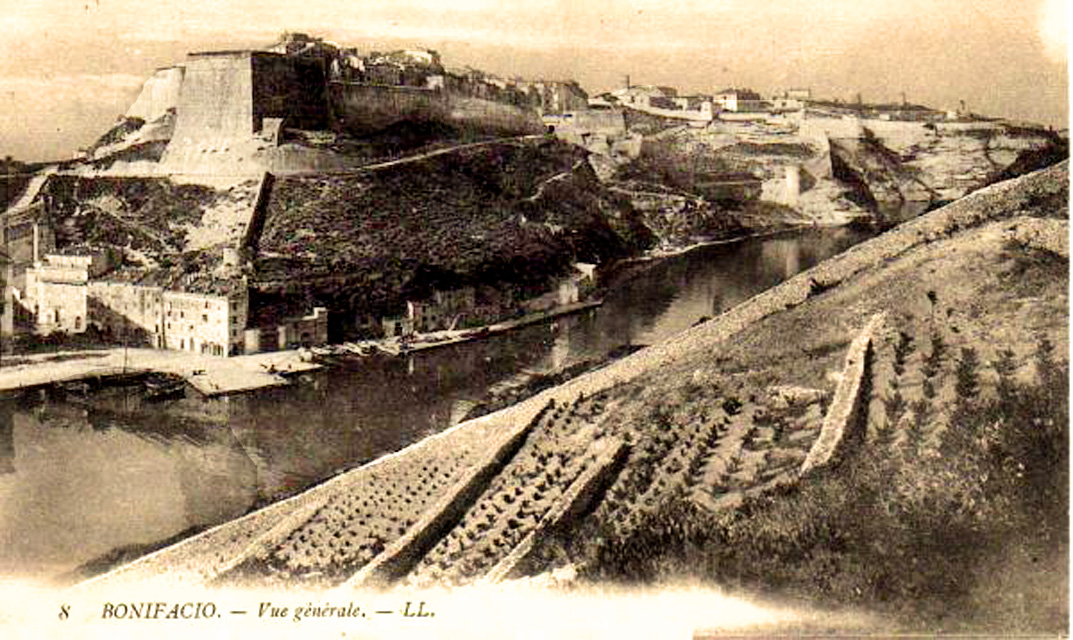
Vignobles de Bonifacio au début du XXe siècle

Au début des années 1960, avec l'installation en Corse de 17 000 rapatriés d'Algérie, la viticulture corse est relancée, mais de manière quasi industrielle, avec la plantation de cépages à gros rendements sur près de 14 000 hectares. Peu à peu les vins corses prennent la place occupée par les vins de table algériens dans une gamme de vins de table à petit prix et de basse qualité.
Cependant cette politique va à l'encontre des nouvelles habitudes de consommation alors que les ventes de vins de table s'effondrent à partir des années 1970. En vingt ans, la viticulture corse perd les deux tiers de ses vignobles dont la superficie globale passe de 32 000 hectares à seulement 10 000 hectares à la fin des années 1990, ruinant l'économie locale.
Mais, dès le début des années 1990, des viticulteurs commencent à réagir et prônent la qualité. Aujourd'hui l'Union des vins corses et le Comité intersyndical des vins corses veulent jouer la carte de l'exportation et séduire les marchés étrangers grâce à des vins qui vont savoir séduire grâce à leur structure.

## Situation géographique

### Orographie
L'île est une chaîne de montagnes sortie de la mer qui culmine à plus de 2 000 mètres d'altitude. Chacune de ses vallées, qui plongent dans la mer, profite d'une exposition et d'un microclimat différent. Les effets de ces différentes expositions se marient au processus provenant de la nature des sols.

### Géologie
La Corse offre une grande variété de sols avec des schistes à l'est, des sols granitiques à l'ouest, ainsi que des alluvions sédimentaires au centre et des affleurements calcaires au nord et au sud.

### Climatologie
Toute l'île a un taux  d'ensoleillement moyen par an autour de 2 750 heures. La chaleur estivale est pourtant modérée par des influences maritimes et montagnarde. De plus, la période hivernale est douce et courte puisque les gelées sont rares, et le printemps précoce.
| Mois                                        | jan.      | fév.      | mars      | avril     | mai        | juin      | jui.      | août      | sep.      | oct.      | nov.      | déc.      | année      |
| ------------------------------------------- | --------- | --------- | --------- | --------- | ---------- | --------- | --------- | --------- | --------- | --------- | --------- | --------- | ---------- |
| Température minimale moyenne (°C)           | 4,1       | 4,2       | 5,4       | 7,3       | 11         | 14,1      | 16,7      | 17,2      | 14,8      | 11,7      | 7,7       | 5,2       | 10         |
| Température moyenne (°C)                    | 8,9       | 9,1       | 10,3      | 12,3      | 16,1       | 19,4      | 22,2      | 22,8      | 20,2      | 16,8      | 12,6      | 9,9       | 15,1       |
| Température maximale moyenne (°C)           | 13,6      | 13,9      | 15,2      | 17,3      | 21,1       | 24,7      | 27,7      | 28,3      | 25,6      | 21,8      | 17,4      | 14,7      | 20,1       |
| Record de froid (°C) date du record         | −7 1981   | −8,1 1986 | −5,6 1971 | −1,7 1956 | 3 1960     | 6,8 1980  | 9,2 1954  | 9,1 1956  | 7,6 1977  | 1,6 1974  | −3,2 1998 | −4,9 1980 |            |
| Record de chaleur (°C) date du record       | 22,4 1997 | 25,3 1979 | 29,6 2001 | 32,2 2012 | 34,6 2008  | 38,5 2013 | 40,3 1983 | 39,5 1988 | 40 1975   | 35 1988   | 29,4 1967 | 22,7 1989 |            |
| Nombre de jours avec gel                    | 4         | 3         | 1         | 0         | 0          | 0         | 0         | 0         | 0         | 0         | 0         | 3         | 11         |
| Ensoleillement (h)                          | 144       | 159       | 218       | 211       | 290        | 318       | 360       | 333       | 251       | 188       | 132       | 120       | 2 726      |
| Précipitations (mm)                         | 61,8      | 56,4      | 57,2      | 63,8      | 38,8       | 23,2      | 9,7       | 20,2      | 53,7      | 92        | 94,9      | 67,6      | 639,3      |
| Record de pluie en 24 h (mm) date du record | 65,5 1951 | 48,9 1966 | 49,2 2001 | 55,7 1974 | 147,6 2008 | 60,9 1953 | 64 1964   | 51,7 1959 | 78,7 1974 | 81,9 1977 | 70,2 1990 | 52 1990   | 147,6 2008 |
| Relevé pluviométrique en 2008 (mm)          | 61        | 17        | 46        | 26        | 237        | 39        | 0         | 0         | 56        | 130       | 216       | 96        | 925,8      |
| Relevé pluviométrique en 2009 (mm)          | 104       | 58        | 93        | 56        | 5          | 4         | 0         | 1         | 35        | 58        | 115       | 122       | 648,8      |
| Relevé pluviométrique en 2010 (mm)          | 126       | 65        | 57        | 51        | 65         | 72        | 3         | 30        | 5         | 87        | 187       | 113       | 860,8      |
| Relevé pluviométrique en 2011 (mm)          | 46        | 49        | 59        | 29        | 6          | 50        | 32        | 0         | 49        | 40        | 61        | 85        | 507,1      |

## Vignoble

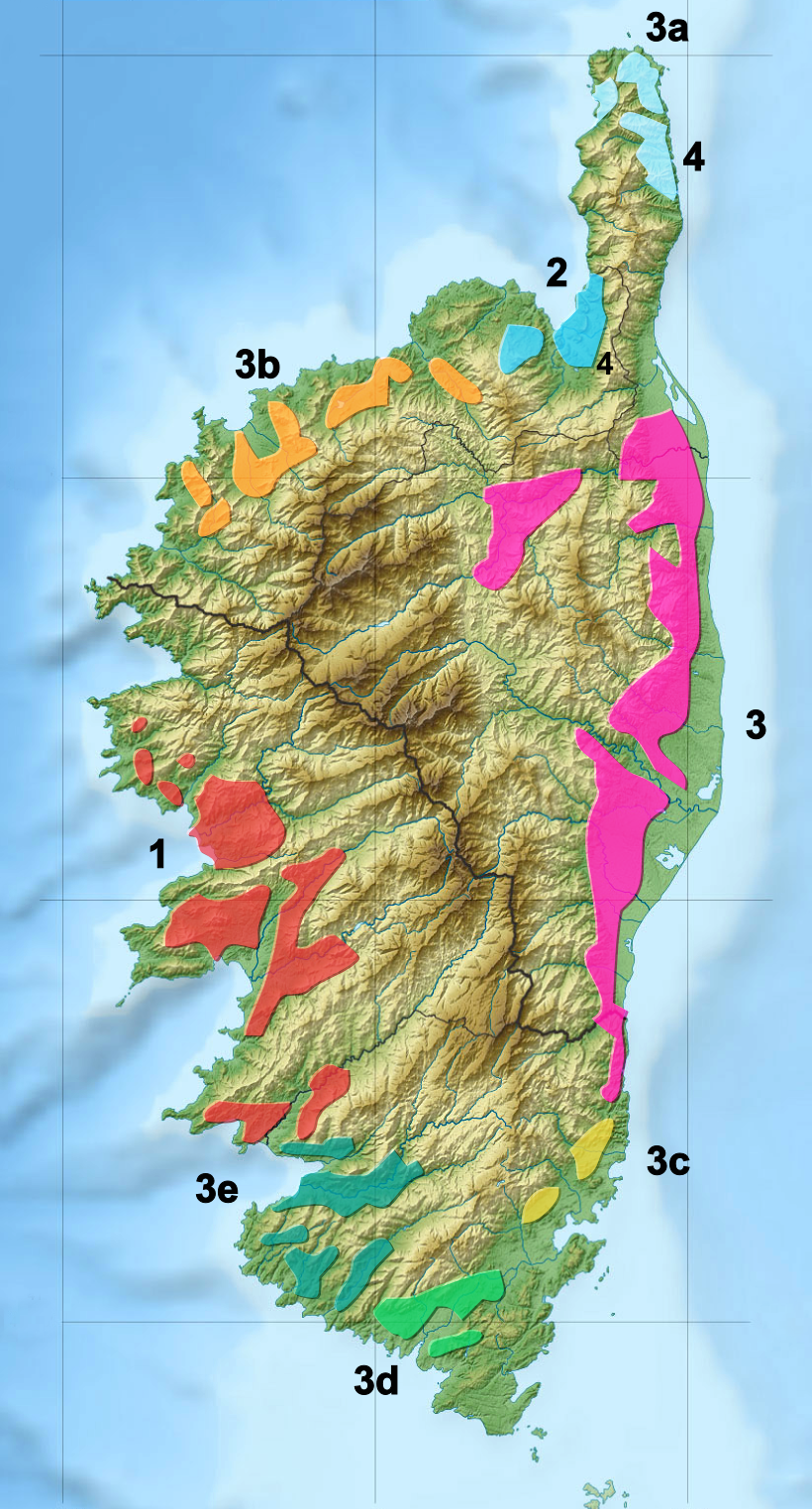
Carte des vignobles de Corse :

|  |  | AOC locale : 1 - ajaccio 2 - patrimonio AOC régionale : 3 - vin de Corse Vin doux naturel : 4 - muscat du Cap-Corse | AOC locale : 1 - ajaccio 2 - patrimonio AOC régionale : 3 - vin de Corse Vin doux naturel : 4 - muscat du Cap-Corse |  |  | Appellations Corse avec dénominations géographiques : 3 a - coteaux-du-cap-corse 3 b - calvi 3 c - porto-vecchio 3 d - figari 3 e - sartène | Appellations Corse avec dénominations géographiques : 3 a - coteaux-du-cap-corse 3 b - calvi 3 c - porto-vecchio 3 d - figari 3 e - sartène |

### Présentation
La superficie totale de production est de 5 700 ha dont 3051 ha sont en AOC. Le vignoble corse est divisé en neuf appellations et 5 dénominations villages.

### Encépagement
Les cépages traditionnels sont :
- paga Debiti, cépage blanc, sans doute le plus vieux de Corse.
- malvoisie à gros grains.
- nielluccio, cépage rouge ressemblant au Sangiovese de Toscane et cépage principal de l'appellation Patrimonio au nord de l'île. Il couvre 35 % de l'ensemble des vignobles de l'île. Sur les grands terroirs comme celui de Patrimonio il donne des vins remarquables mais sur les autres il a vite tendance à manquer de personnalité[8].
- sciacarello est un cépage qui se trouve surtout au sud de l'île et couvre 15 % des vignobles. Il donne des vins très fins et poivrés avec une belle structure mais il est trop souvent maigre[8].
- vermentino est un cépage à vin blanc. C'est en fait une variété de malvoisie qui produit des vins très aromatiques[8].
- carcajolo blanc, cépage blanc.
- carcajolo noir, cépage noir.
- bianco gentile, cépage blanc.
- aleatico, cap corse et patrimonio, pour l'élaboration du rappu (vin doux muté à l'eau de vie).

### Types de vin

#### Appellation régionale
- Le vin de Corse est produit sur 1 603 hectares soit 52,5 % des surfaces agréés[9].

#### Appellations locales
- L'ajaccio est produit sur 260 ha soit 8,5 %[9].
- Le patrimonio produit sur 413 ha soit 13,5 %[9].

#### Dénominations géographiques au sein de l'appellation Corse
- Le calvi produit sur 227 ha soit 7,4 %[9].
- Le coteaux-du-cap-corse[10] produit sur 30 ha soit 0,98 %[9].
- Le figari produit sur 130 ha soit 4,3 %[9].
- Le porto-vecchio[10] produit sur 88 ha soit 2,9 %[9].
- Le sartène produit sur 226 ha soit 7,4 %[9].

#### Vin doux naturel
- Le muscat du Cap-Corse[10] produit sur 74 ha soit 2,4 %[9].

#### Vins de pays
Le vin de pays de l'île de Beauté (Île-de-beauté (IGP) représente le premier volume commercialisé. Sa part est passée de 2 à 3 % avant 1980 à 60 %. En 2011, leur agrément a porté sur 237 490 hl. Pour lutter contre une surproduction, liée à la vinification de cépages gros producteurs, un plan d'arrachage de plus de 20 000 ha, a été suivi d'un programme d'encépagement traditionnel à l'île. Ce qui a assaini le marché. La production se répartit entre 28,5 % de vins rouges, 57,2 % de vins rosés et 14,2 % de vins blancs..

Autres cartes du vignoble
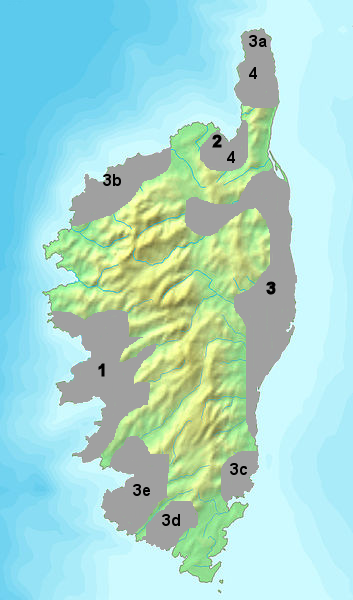
Zones globales
Carte vectorielle

### Structure des exploitations
Il y a, en Corse, 450 producteurs, dont six caves coopératives, deux SICA et 110 caves particulières.

## Commercialisation

### La production
En 2011, la production vinicole était de 370 000 hl., dont :
- 112 070 hl en appellation d'origine,
- 237 490 hl en vins de pays et vins de cépages
- 20 440 hl en vins de table

Pour les vins AOC. :
- 11,3 % étaient des vins blancs,
- 55,8 % des vins rosés,
- 31,3 % de vins rouges,
- 1,7 % des muscats.

### Sites internet
- Les vins corses
- Tout savoir sur les vins de Corse
- Historique des vins de Corse
- 1er Guide sur les vins Corses depuis 1996
- Amel Djait Belkaid, « Le secteur viticole en Tunisie... une si longue histoire », Webmanagercenter, 10 juillet 2008

### Vidéos
- [vidéo] « La Corse » sur Voyage, 2001, 51 min.